# شمشک بالا
شمشک بالا،یکی از محله های شهر شمشک_دربندسر می باشد،از بخششمیران استان تهران ایران بود که در آبان ماه سال ۱۳۹۱ با تأسیس شهر شمشک دربندسر به همراه چند روستای دیگر در آن ادغام شد و اکنون محله این شهر محسوب میشود.

## جمعیت
جمعیت این روستا بر اساس سرشماری سال ۱۳۸۵ حدود ۶۷۲ نفر در ۱۹۲ خانوار بوده است؛ 

## زبان
حسین کریمان در جلد دوم کتاب قصران کوهسران آورده است :منطقه قصران باستانی شامل مناطق لاوشان، فشم، دربندسر، گاجره و روستاهای کوهپایه‌ای توچلال تا مناطق غربی رودخانه جاجرود. زبان عمومی مردم قصران لهجه‌ای از زبان باستانی پهلوی است که زبان طبری یا مازندرانی، که از ریشه‌ی زبانهای دیرین ایرانی است، و عربی و اندکی ترکی، بدان درآمیخته و از زبان دری نیز در قرون اسلامی تاثیر یافته است، و هر چه از ری به مازندران نزدیک تر شوند بر میزان لهجه‌ی مازندرانی به همان نسبت افزوده می‌شود، چنانکه در لهجه‌ی میگون و شهرستانک و لالان و زایگان و روته و گرمابدر و شمشک و دربندسر لهجه‌ی مازندرانی غلبه دارد.